# Tillaberi

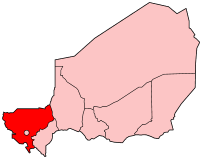
Läge i landet.

Tillaberi är en av Nigers sju regioner. Regionen hade 1 889 515 invånare år 2001, på en yta av 89 623 km².  Regionens huvudstad är Tillaberi.

## Administrativ indelning
Regionen är indelad i åtta departement:
- Filingue Department
- Kollo Department
- Ouallam Department
- Say Department
- Téra Department
- Tillaberi Department